# ICC World Cricket League
Die ICC World Cricket League ist eine seit 2007 Turniergruppe im internationalen ODI-Cricket, die einen Weg zum Cricket World Cup unterhalb der Test-Nationen darstellt. Ab 2019 wird sie durch die ICC Cricket World Cup League 2 und die ICC Cricket World Cup Challenge League abgelöst.

## Ursprünge
Die zuvor etablierte ICC Six Nations Challenge wurde durch ein Ligasystem ersetzt, das über mehrere Stufen hinweg einen Qualifikationsweg für den ICC Cricket World Cup Qualifier eröffnete und damit für den jeweils folgenden Cricket World Cup.

## Ablauf
Die beteiligten Mannschaften wurden 2007 ihrer Stärke nach in Divisionen eingeteilt. Jede Division, mit zumeist sechs Mannschaften, trägt ein Turnier aus. Die (zumeist zwei) bestplatzierten steigen in die übergeordnete Division auf, die (zumeist zwei) letztplatzierten in die untergeordnete ab. Anzahl der Divisionen und genauer Qualifikationsweg variierte von Austragung zur Austragung.

## Austragungen
Insgesamt fanden vier Saisons der World Cricket League statt.
| Saison    | Gewinner    | Qualifier |
| --------- | ----------- | --------- |
| 2007–2009 | Irland      | CWCQ 2009 |
| 2009–2014 | Irland      | CWCQ 2014 |
| 2012–2018 | Niederlande | CWCQ 2018 |
| 2017–2019 |             | CWCQ 2023 |

## Zukunft
2018 wurde entschieden das One-Day-Cricket neu zu strukturieren. Ab 2020 werden Mannschaften inklusive der Test-Nationen in drei Ligen eingeteilt. Die oberste Liga ICC Cricket World Cup Super League 2020–22 wird mit 13 Mannschaften betrieben, neben den zwölf Test-Nationen die Niederlande. Darunter wird eine ICC Cricket World Cup League 2 etabliert, an der sieben Mannschaften teilnehmen. Die unterste Ebene, die ICC Cricket World Cup Challenge League, hat  zwölf Mannschaften.